# Парзак
Парза́к (фр. Parzac) — коммуна во Франции, находится в регионе Пуату — Шаранта. Департамент — Шаранта. Входит в состав кантона Сен-Кло. Округ коммуны — Конфолан.
Код INSEE коммуны — 16255.
Коммуна расположена приблизительно в 360 км к юго-западу от Парижа, в 75 км южнее Пуатье, в 38 км к северо-востоку от Ангулема.

## Население
Население коммуны на 2008 год составляло 133 человека.
| 1962 | 1968 | 1975 | 1982 | 1990 | 1999 | 2008 |
| ---- | ---- | ---- | ---- | ---- | ---- | ---- |
| 264  | 234  | 178  | 163  | 136  | 127  | 133  |

## Администрация
| Период | Период | Фамилия    | Партия | Примечания |
| ------ | ------ | ---------- | ------ | ---------- |
| 2001   | 2008   | Бернар Фор |        |            |
| 2008   | 2014   | Пьер Мадье |        | пенсионер  |

## Экономика
В 2007 году среди 88 человек в трудоспособном возрасте (15—64 лет) 59 были экономически активными, 29 — неактивными (показатель активности — 67,0 %, в 1999 году было 59,5 %). Из 59 активных работали 51 человек (29 мужчин и 22 женщины), безработных было 8 (5 мужчин и 3 женщины). Среди 29 неактивных 6 человек были учениками или студентами, 15 — пенсионерами, 8 были неактивными по другим причинам.